# حسین عبده تبریزی
حسین عبده تبریزی (۱۲ شهریور ۱۳۳۰، تهران) از استادان علم مالی در مقاطع تحصیلات تکمیلی دانشگاه‌های ایران است. وی خدمات متعددی را در زمینه تأمین مالی به بخش خصوصی و دولتی جمهوری اسلامی ایران ارائه داده است. خدمات داوطلبانه وی به وزارت راه و شهرسازی و سازمان بورس و اوراق بهادار در زمینه تشکیل صندوق پس‌انداز یکم مسکن، اولین انتشار اوراق بهادار به پشتوانه وام رهنی (MBS) و ایجاد صندوق سرمایه‌گذاری زمین و ساختمان نمونه‌ای از اقدامات عمومی او در جهت توسعه تأمین مالی در ایران است.

او بنیان‌گذار بانک اقتصاد نوین (نخستین بانک غیردولتی ایران) و عضو هیئت تحریریهٔ نشریه‌های متعدد، و صاحب امتیاز روزنامه سرمایه بوده است. همچنین، مسئولیت‌های بسیاری از جمله، دبیرکل بورس اوراق بهادار تهران (۱۳۸۴–۱۳۸۲) و مشاور خصوصی‌سازی وزارت امور اقتصادی و دارایی ایران (۱۳۸۴–۱۳۸۰) و سِمت‌هایی در بانک‌های تجاری خصوصی ایران داشته است.

## زندگی
حسین عبده تبریزی ۱۲ شهریور ۱۳۳۰ در تهران متولد شد. سال ۱۳۵۲، کارشناسی مدیریت بازرگانی از مدرسهٔ عالی بازرگانی تهران و کارشناسی مترجمی زبان انگلیسی از دانشگاه علامه طباطبایی گرفت. سال ۱۳۵۳، تحصیلات خود را در رشته مدیریت بازرگانی در مرکز مطالعات مدیریت ایران در سطح کارشناسی ارشد ادامه داد. سپس، تحصیلات عالی خود را در سطح دکتری در رشته امور مالی و بانکداری در مدرسه عالی بازرگانی منچستر در سال ۱۳۵۵ به پایان رساند.
آغاز تدریس عبده تبریزی در دانشگاه‌ها و مراکز آموزش عالی ایران به دهه ۱۳۵۰ بازمی‌گردد. از آن هنگام تاکنون وی در بسیاری از مؤسسات آموزش عالی، سازمان‌ها و مراکز تحقیقاتی ایران تدریس کرده است. دانشگاه صنعتی شریف، دانشگاه تهران، دانشگاه شهید بهشتی، دانشگاه علامه طباطبایی و دانشگاه امام صادق بعضی از مؤسساتی هستند که عبده تبریزی در آن‌ها به تدریس دانش مالی پرداخته است. وی همچنین عضو هیئت علمی تمام‌وقت مؤسسه عالی پژوهش در برنامه‌ریزی و توسعه، دانشگاه امام صادق و دانشگاه علامهٔ طباطبایی بوده است. وی عضو هیئت تحریریه نشریه‌های متعدد و سردبیر و صاحب‌امتیاز روزنامه سرمایه نیز بوده است.
حوزه‌های پژوهشی اخیر وی شامل بررسی بحران مالی سال ۲۰۰۸، بررسی حباب در بورس اوراق بهادار تهران، نظارت بر بازارهای سرمایه، نظریه ساختار سرمایه، تأمین مالی بخش مسکن و مالی رفتاری در بورس اوراق بهادار تهران است.
وی در دی ماه سال ۱۴۰۱ طی اظهار نظری مدعی شد که بازار سرمایه در ادامه برای رشد رقیبی ندارد و بازار مسکن وارد رکود شده است و گفت: بخش قابل ملاحظه‌ای از مردم توان خرید مسکن ندارند و نظام بانکی هم نمی‌تواند تسهیلات خرید مسکن بدهد. در این وضعیت نرخ‌ها در شهرهای بزرگ به جایی رسیده که شاید ۸۰ درصد مردم توان خرید مسکن ندارند. 

## مدارج تحصیلی
- دکتری امور مالی و بانکداری از مدرسه عالی بازرگانی منچستر (۱۳۵۵)
- کارشناسی ارشد مدیریت بازرگانی از مرکز مطالعات مدیریت ایران (ICMS) (۱۳۵۳)
- کارشناسی بازرگانی از مدرسه عالی بازرگانی (۱۳۵۲)
- کارشناسی مترجمی زبان انگلیسی از دانشگاه علامه طباطبایی (۱۳۵۲)[۷]

## تالیفات
- خطر و بازده[۸]
- بازار آتی[۹]
- مدیریت مالی[۱۰]
- بازارها و نهادهای مالی[۱۱]
- افته‌هایی در مدیریت مالی[۱۲]
- مجموعه مقالات مالی و سرمایه‌گذاری (جلد ۱ و ۲)[۱۳]
- اندازه‌گیری و مدیریت ریسک بازار[۱۴]
- فرهنگ اصطلاحات مالی و سرمایه‌گذاری[۱۵]
- زنجیرهٔ خلق ارزش[۱۶]
- فیزیک مالی

## سوابق کاری
- مشاور مدیریت و تأمین مالی وزیر راه و شهرسازی در زمینه انتشار اوراق رهنی (MBS) و راه اندازی صندوق‌های تخصصی (۱۳۹۶–۱۳۹۲)
- عضو سابق شورای عالی بورس (۱۳۹۷–۱۳۹۲)
- مشاور خصوصی‌سازی وزارت امور اقتصادی و دارایی ایران در زمینه ارزشیابی دارایی‌ها (۱۳۸۴–۱۳۸۰)[۱۷]
- دبیرکل بورس اوراق بهادار تهران (۱۳۸۴–۱۳۸۲)[۱۸]
- رئیس هیئت مدیرهٔ کانون نهادهای سرمایه‌گذاری ایران (۱۳۸۹–۱۳۸۶)
- رئیس هیئت مدیرهٔ بانک اقتصاد نوین (۱۳۸۲–۱۳۸۰)[۱۹]
- مدیرعامل شرکت تأمین سرمایهٔ نوین (۱۳۸۹–۱۳۸۷)[۲۰]
- مدیرعامل شرکت تأمین سرمایهٔ اقتصاد نوین (۱۳۸۷–۱۳۸۵)
- رئیس هیئت مدیرهٔ شرکت لیزینگ بانک اقتصاد نوین (۱۳۸۹–۱۳۸۵)
- دبیرکل مؤسسهٔ توسعهٔ صنعت سرمایه‌گذاری ایران (۱۳۸۷–۱۳۸۵)
- رئیس هیئت مدیرهٔ شرکت خدمات پژوهش و مشاوره مالی تابان خرد (امروز-۱۳۸۵)
- رئیس هیئت مدیرهٔ شرکت بین‌الملل سرمایه‌گذاری و خدمات مالی خردپایه (امروز-۱۳۸۴)[۲۱]